# Emberiza siemsseni
Emberiza siemsseni е вид птица от семейство Овесаркови (Emberizidae), единствен представител на род Latoucheornis.

## Разпространение
Видът е разпространен в Китай.